# Acridotheres
Acridotheres és el nom d'un gènere de la família dels estúrnids (Sturnidae), coneguts genèricament amb el nom de minàs, com altres membres tropicals de la família. Aquest gènere té representants en les zones tropicals d'Àsia meridional, des de l'est de l'Iran fins al sud de la Xina i Indonèsia. A més, el mainà comú i el mainà crestat s'han introduït amb èxit fora de 
la seva àrea.
Els minàs del gènere Acridotheres són generalment foscos. Els sexes són similars. Caminen en lloc de saltar. Diverses espècies tenen crestes frontals que es cobreixen de pol·len quan prenen nèctar.
Com la majoria dels estornells, són bastant omnívors, menjant fruita, nèctar i insectes.

## Taxonomia
La classificació del Congrés Ornitològic Internacional (versió 12.2, juliol 2022) contempla deu espècies dins aquest gènere:, 
- Acridotheres albocinctus – Mainà de collar.
- Acridotheres burmannicus – Mainà de Myanmar.
- Acridotheres cinereus – Mainà cendrós.
- Acridotheres cristatellus – Mainà crestat.
- Acridotheres fuscus – Mainà de jungla.
- Acridotheres ginginianus – Mainà riberenc.
- Acridotheres grandis – Mainà gros.
- Acridotheres javanicus – Mainà de Java.
- Acridotheres melanopterus – Mainà alanegre.
- Acridotheres tristis – Mainà comú.

Tanmateix, altres obres taxonòmiques, com el Handook of the Birds of the World i la quarta versió de la BirdLife International Checklist of the birds of the world (Desembre 2019), consideren que Acridotheres té 13 espècies vives, car segmenten dos subespècies del mainà alanegre i una altra del mainà de Myanmar en tres espècies diferents:
- Acridotheres tricolor – Mainà tricolor
- Acridotheres leucocephalus – Mainà vinós
- Acridotheres tertius – Mainà de carpó gris

## Espècies invasores
Un estudi va concloure que hi va haver almenys 22 introduccions accidentals i independents de tres espècies de mainàs del gènere Acridotheres (el comú, el fosc - o riberenc- i el crestat) des de començaments dels anys 90 a la península Ibèrica i en tres arxipèlags (illes Balears, illes Canàries i Madeira). A Tenerife hi havia poblacions reproductores de mainà comú introduïdes des del 1993. També s'havia registrat la nidificació d'individus assilvestrats al Baix Llobregat, el Garraf i a Mallorca.
L'estudi anterior va concloure que el mainà riberenc és l'únic dels tres que no ha arribat a establir-se. Les iniciatives d'erradicació van permetre eliminar poblacions insulars de mainà comú en quatre illes, però l'espècie es manté a l'estuari del Tajo (Portugal), on també hi ha una població reproductora de mainà crestat, que cresqué exponencialment en la dècada del 2000.
A causa del seu potencial colonitzador i constituir una amenaça greu per a les espècies autòctones, els hàbitats o els ecosistemes, tots els tàxons del gènere Acridotheres estan inclosos en el Catàleg Espanyol d'Espècies Exòtiques Invasores, regulat pel Reial Decret 630/2013, de 2 d'agost, i està prohibida a Espanya la seva introducció al medi natural, possessió, transport, trànsit i comerç.